# Sorkifalud
Sorkifalud is een plaats (község) en gemeente in het Hongaarse comitaat Vas. Sorkifalud telt 676 inwoners (2001).